# M234
M234 (англ. M234 Riot Control Launcher — американська пускова установка — підствольний гранатомет нелетального призначення, що є циліндричною алюмінієвою відливкою вагою близько 1 кілограма і довжиною близько 32 см. Пускова установка M234 є портативною, легкою і легко обслуговується.
Гранатомет оснащений мушкою та ціликом і може використовуватися при температурі -6,6°С і вище. З пусковою установкою використовуються два типи боєприпасів: 64-мм постріл M742 CS для контролю заворушень і 64-мм постріл M743 для контролю заворушень з кінетичною енергією. Снаряди є цілісним формованим тілом з гумоподібного пластику діаметром 64-мм, поперечний переріз якого схожий на товсте крило літака. M742 утворює 4-5-футову хмару сльозогінного газу при ударі. Спеціальний холостий набій M755 калібру 5,56-мм заряджений порохом, достатнім для того, щоб постріл влучив у ціль. Холостий картридж M755 призначений для використання лише з цією системою. Використання будь-яких інших боєприпасів або холостих набоїв може призвести до серйозних травм або смерті персоналу.